# Phragmacia substriata
Phragmacia substriata là một loài chim trong họ Cisticolidae, và là loài duy nhất thuộc chi Phragmacia. Loài này trước đây được xếp vào chi Prinia, nhưng các nghiên cứu cho thấy loài có khác biệt đủ lớn để tách ra một chi riêng.